# ویندی رایلی به هالیوود می‌رود
ویندی رایلی به هالیوود می‌رود (انگلیسی: Windy Riley Goes Hollywood) فیلمی کوتاه به کارگردانی راسکو آرباکل با نام مستعار ویلیام گودریچ محصول سال ۱۹۳۱ کشور ایالات متحده آمریکا است. جک شوتا و لوئیز بروکس از جمله بازیگران این فیلم هستند.